# Saint-Remy-sous-Barbuise

Saint-Remy-sous-Barbuise este o comună în departamentul Aube din nord-estul Franței. În 1 ianuarie 2022 avea o populație de 254 de locuitori.